# (11969) Gay-Lussac
Pour les articles homonymes, voir Gay-Lussac (homonymie).
(11969) Gay-Lussac est un astéroïde de la ceinture principale.

## Description
(11969) Gay-Lussac est un astéroïde de la ceinture principale. Il fut découvert par Eric Walter Elst le 10 août 1994 à l'ESO. Il présente une orbite caractérisée par un demi-grand axe de 2,78 UA, une excentricité de 0,081 et une inclinaison de 2,49° par rapport à l'écliptique.
Il fut nommé en hommage à Louis Joseph Gay-Lussac (1778-1850), chimiste et physicien français.

## Compléments